# Église Saint-Georges de Rouyn-Noranda
L’église Saint-Georges est une église de rite orthodoxe russe située à Rouyn-Noranda, au Québec (Canada). Ce lieu de culte a été érigé entre 1955 et 1957. Cette église témoigne des débuts cosmopolites des villes minières abitibiennes. Elle a été citée comme immeuble patrimonial par la ville de Rouyn-Noranda en 1992.

## Description
L'église Saint-Georges est construite sur un massif rocheux, donc plusieurs mètres au-dessus du niveau de la rue Taschereau O. Un escalier de béton permet d’accéder à l’édifice qui est logé sur de hautes fondations de béton. L'église, qui est enduit de stuc, est dominée par une tour surmontée d'un clocher à bulbe.

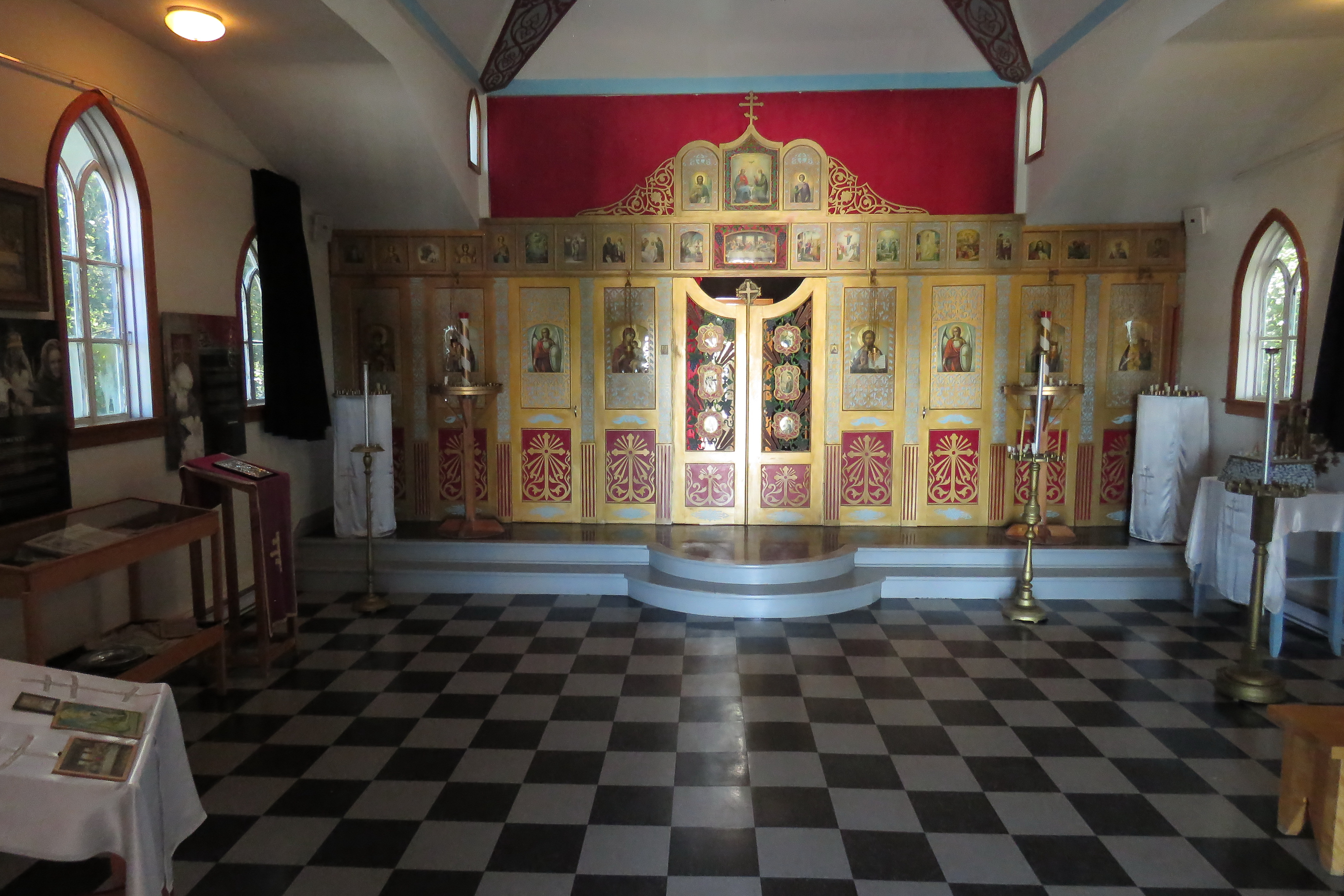
Intérieur de l'église.

## Histoire
Au milieu des années 1920, le développement des mines a poussé plusieurs milliers d’Européens, notamment des Italiens, des Allemands, des Polonais, des Ukrainiens, des Finlandais et des Russes, à s'établir dans le canton de Rouyn. Rapidement, deux agglomérations apparaissent. D’abord, dès 1926, la compagnie minière Noranda entreprend d’ériger, du plan d’urbanisme à la construction des infrastructures, une nouvelle agglomération qui porte son nom : Noranda. Cette ville, « dont le territoire se confond avec celui de la compagnie », est largement contrôlée par l’entreprise. Ensuite, en marge, apparaît la ville de Rouyn, construite sans planification et surtout peuplée « de prospecteurs, de géologues, d’aventuriers et de commerçants », mais aussi de mineurs et d’une population flottante de bûcherons. Cette immigration internationale aura pour conséquence de faire de Rouyn et de Noranda les villes les plus cosmopolites après Montréal. Les immigrants composent 27 % de la population des deux villes en 1931.

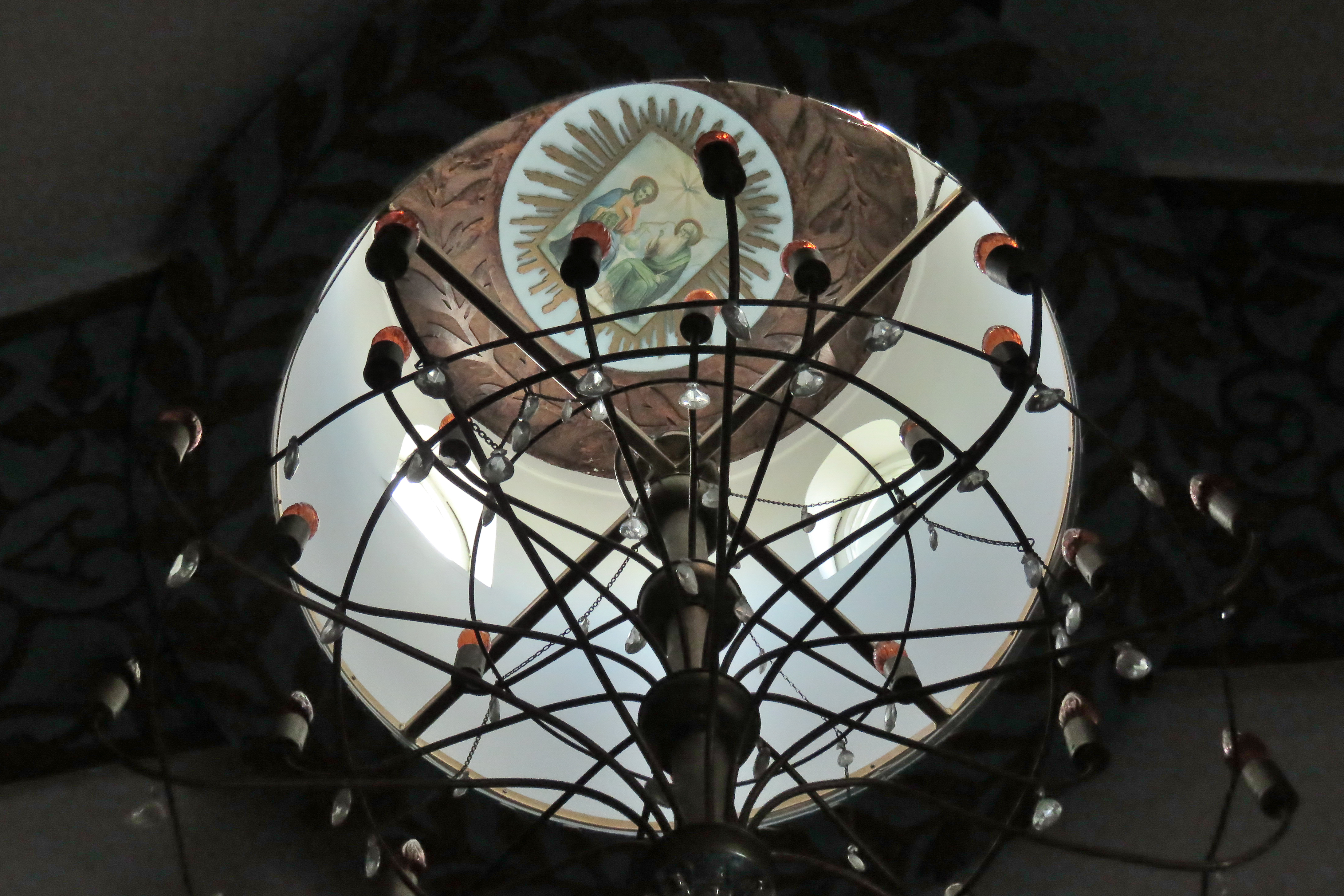
Sous la coupole principale de l'église

Selon le recensement canadien de 1931, il y a environ 130 Russes à Rouyn et à Noranda à l’époque. Il semble qu’ils soient surtout originaires de Biélorussie. Ils se rassemblent surtout dans leur salle communautaire située sur la rue Taschereau. Toutefois, après l’échec de la grève des fros, mené essentiellement par des mineurs immigrants, plusieurs Russes sont congédiés et même déportés. Cela aura pour conséquence de faire diminuer la population russe dans la région, ce qui mène à la fermeture de la salle communautaire. Pendant quelques années, ils vont utiliser la salle communautaire des Polonais.
Après la Seconde Guerre mondiale, une seconde vague d’immigrants européens arrive en région. Comme il manque de travailleurs miniers à cette époque, beaucoup de compagnies minières vont embaucher directement des personnes déplacées par la guerre. Ils seront donc désignés, surtout par les francophones, comme des «DP» (displaced persons).
L’arrivée de cette nouvelle vague d’immigration va revaloriser la vie communautaire des Russes établis à Rouyn et à Noranda. Cela va se concrétiser par la construction de l’église Saint-Georges en 1955. 

### Construction de l'église St-Georges
Au début des années 1950, les communautés orthodoxes russes de l’Abitibi et du Nord-Est de l'Ontario font la demande afin d’avoir un prêtre. C’est Feodor Ustutschenkow qui est envoyé. C’est sous son ministère, en 1955, que la construction de l’église Saint-Georges débute. Il réalise lui-même l’iconostase.
Le financement provient principalement d’une levée de fonds faite auprès de l’ensemble de la population de Rouyn et de Noranda. Plusieurs entreprises vont contribuer, notamment les magasins de matériaux de construction et la mine Noranda qui a fait un don de ciment, de poutre et d’acier.
La construction ne se termine que deux ans plus tard, en 1957. Malheureusement, Feodor Ustutschekow décède,d’une crise cardiaque, qui est survenue en pleine célébration religieuse à l’église Saint-Georges.
Il est remplacé par le père David Shevchenko, originaire d’Ukraine, qui assura seul le culte religieux orthodoxe, en Abitibi et dans le Nord-Est ontarien, jusqu’à son décès en 1982. Ensuite, bien que les fidèles font la demande afin d’avoir un nouveau prêtre, leur requête est refusée vu la constante diminution de la population orthodoxe en région.

## La Corporation de la Maison Dumulon
Depuis 1984, la Ville de Rouyn-Noranda qui est propriétaire de l'église orthodoxe russe St-Georges de Rouyn-Noranda. À sa demande, c’est la Corporation de la Maison Dumulon, un organisme sans but lucratif, qui est responsable de préserver et de mettre en valeur le site pour le public. La Corporation de la maison Dumulon est aussi responsable du Magasin général Dumulon.